# 馬列奇科維奇
49°45′8″N 23°57′2″E / 49.75222°N 23.95056°E
馬列奇科維奇（烏克蘭語：Малечковичі），是烏克蘭西部的村莊，隸屬利維夫州的利維夫區。該村面積1.19平方公里，海拔高度297米，人口633，人口密度每平方公里531.93人。